# Поль Берна
Поль Берна́ (фр. Paul Berna), настоящее имя Жан Сабран (Jean Sabran; 21 февраля 1908, Йер — 19 января 1994, Париж) — французский писатель, автор произведений для детей и юношества и детективных романов. Публиковался также под своим настоящим именем и под псевдонимами Бернар Делёз, Поль Жеррар и Жоэль Одренн.

## Биография и творчество
Жан Сабран родился в 1908 году в Йере. В 1914 году, когда ему было шесть лет, погиб на фронте его отец. Воспитание Жана и его шестерых братьев и сестёр взяли на себя дяди. Из Лиона, где прошло его детство, Жан уехал в Швейцарию, во Фрибур, где учился в коллеже. Затем, вернувшись во Францию, жил в Тулоне и Экс-ан-Провансе, где завершил школьное образование и начал обучаться банковскому делу. Позднее переехал в Париж, где жила его мать, к тому времени повторно вышедшая замуж. В детстве и юности Жан любил читать; увлекался Стивенсоном, Джеком Лондоном, Киплингом, Стендалем, Марселем Эме; позднее Хэмметом, Чандлером, Патрицией Хайсмит, Жаном Жионо; пробовал писать, подражая Джеку Лондону.
В 1930-х годах Сабран сменил множество профессий: работал бухгалтером, страховым агентом, редактором, журналистом. Тогда же он начал всерьёз пробовать себя в литературе (первым опытом стала написанная в 1934 году фантастическая повесть), однако издательства отвергали его рукописи. В 1938 году Сабран был мобилизован; демобилизовавшись в 1939-м, вернулся в Париж и устроился на работу в страховую компанию. В 1942 году уволился, чтобы посвятить себя литературному творчеству. В 1945 году издательство Albin Michel опубликовало его роман «Le Chemin du Canadel»; с 1945 по 1948 год в трёх крупных парижских издательствах вышли шесть романов Сабрана. Один из них, «L’Homme au long nez» (1947), был опубликован под псевдонимом Бернар Делёз (Bernard Deleuze), поскольку брат Жана Сабрана Ги Сабран также был литератором и к тому времени его имя начинало обретать известность.
С 1943 года Ги Сабран работал иллюстратором детских книг в издательстве G. P. (Générale Publicité). В 1949 году он пригласил на работу брата: издательству требовался сотрудник, занимающийся редактированием и обработкой текстов для детей и юношества. С 1949 по 1953 год Жан создавал адаптации классических произведений (в том числе «Тиля Уленшпигеля», «Трёх мушкетёров» и «Тысячи и одной ночи») и писал тексты для иллюстрированных альбомов. С 1954 года он начал писать оригинальные произведения для детей под псевдонимом Поль Берна, в котором объединил имя своего отца и фамилию прабабушки. Первые два романа, «La Porte des Etoiles» и «Le Continent du Ciel», были написаны в жанре научной фантастики; третий, по замыслу автора, должен был стать историческим, в духе Стивенсона. Однако издательство отвергло предложенный сюжет и предложило написать о чём-нибудь более современном. Сабрану вспомнился недавно виденный фильм по повести Эриха Кестнера «Эмиль и сыщики», и ему пришло в голову написать детективную историю для детей. Так родилась одна из самых известных его книг: повесть «Лошадь без головы» (Le Cheval sans tête, 1954).
Действие в «Лошади без головы» происходит в рабочем предместье Парижа послевоенных лет; герои — компания детей, самому старшему из которых нет двенадцати. В сюжете переплетаются две линии, загадочным образом связанные друг с другом: странное похищение старой деревянной лошади, не представляющей никакой ценности, и ограбление поезда, перевозившего крупную сумму денег. Повесть, написанная ярким, живым, разговорным языком с вкраплениями арго, стала одним из первых во Франции детективных романов для юношества. Новизна жанра и стиля привлекли внимание читателей и принесли книге популярность; в 1955 году она была удостоена гран-при на выставке детской литературы (Grand Prix de littérature enfantine). Позднее повесть была переведена на другие языки (на русском вышла в издательстве «Детгиз» в 1957 году); в 1963 году по ней был снят фильм британской студией Disney. В 1979 году Одесская киностудия выпустила художественный фильм «Казаки-разбойники» по мотивам повести Берна.
Успех детективной повести для детей навёл Сабрана на мысль писать детективы для взрослых. Для этой цели он взял себе новый псевдоним — Поль Жерар (из-за опечатки превратившийся в Поль Жеррар: Paul Gerrard) — чтобы имя автора никоим образом не ассоциировалось с детским писателем Полем Берна. Первый же роман в детективном жанре, «Deuil en rouge» (1959), принёс ему престижный гран-при за детективное произведение (Grand prix de littérature policière). В общей сложности под именем Поль Жеррар Сабран опубликовал 25 романов, ставших классикой французского детектива.
Продолжая работать в разных жанрах, с 1957 по 1973 год Сабран выпускал по крайней мере по одной книге в год. В 1969 году он получил премию Эдгара Аллана По, присуждаемую ассоциацией «Mystery Writers of America», за детективный роман для детей «L'Épave de la „Bérénice“». Примечательно, что этот роман, отвергнутый французским издателем Сабрана, был вначале переведён на английский, издан в Англии, затем в США, и лишь после присуждения ему премии опубликован во Франции.
В 1958 году Жан Сабран женился на журналистке, редакторе и детской писательнице Жани Сен-Марку (Jany Saint-Marcoux; 1920—2002), которая также работала в издательстве G. P. В браке родилось двое сыновей.
В конце жизни писатель ослеп. Он умер в 1994 году в Париже в возрасте 85 лет.